# FC Nõmme United
FC Nõmme United – estoński klub piłkarski mający swoją siedzibę w Tallinnie. Występuje w Esiliidze, drugim najwyższym szczeblu piłkarskim w Estonii.

## Historia
FC Nõmme United został założony w 2000 roku pod nazwą FC Elion. W 2017 awansowali do Esiliigi B. W 2019 zajęli w niej pierwsze miejsce i wywalczyli awans do Esiliigi. W sezonie 2023 zdobyli w niej pierwsze miejsce i awansowali do Meistriliigi. W debiutanckim sezonie zajęli w niej jednak ostatnie miejsce i z spadli z ligi.

## Stadion
FC Nõmme United rozgrywa swoje mecze na Männiku Stadium.

## Skład
Stan na 7 listopada 2024
| Nr | Poz. | Piłkarz                                  |
| -- | ---- | ---------------------------------------- |
| 1  | BR   | Georg Mattias Lagus                      |
| 2  | OB   | Kaarel Leppsalu                          |
| 3  | OB   | Samuel Merilai                           |
| 4  | OB   | Aleksandr Alteberg                       |
| 5  | OB   | Alexander Bergman                        |
| 6  | PO   | Mihkel Järviste                          |
| 8  | NA   | Bruno Vain                               |
| 9  | NA   | Egert Õunapuu                            |
| 10 | NA   | Henri Leoke                              |
| 11 | PO   | Tristan Vendelin                         |
| 17 | NA   | Ousman Ceesay (wypożyczony z Falcons FC) |

| Nr | Poz. | Piłkarz                                       |
| -- | ---- | --------------------------------------------- |
| 18 | NA   | Murad Vəliyev (wypożyczony z Levadii Tallinn) |
| 19 | OB   | Robin Tiigiste                                |
| 20 | NA   | Kevin Mätas (kapitan)                         |
| 22 | OB   | Alfred Adomah                                 |
| 23 | OB   | Karl Läänelaid                                |
| 28 | OB   | Steven Salmistu                               |
| 30 | PO   | Markus Riisenberg                             |
| 33 | NA   | Jevgeni Demidov                               |
| 37 | OB   | Jakub Luka (wypożyczony z MFK Ružomberok)     |
| 66 | OB   | Kaspar Roomussaar                             |
| 92 | NA   | Karl Gustav Kokka                             |